# 이장호의 외인구단
"이장호의 외인구단"은 1986년에 개봉한 대한민국의 영화이다. 이현세의 만화 《공포의 외인구단》을 원작으로 했다.

## 속편
1988년 2편이 만들어졌는데 2편에서는 조감독 출신 조민희 감독이 영화 연출 데뷔를 했고  《깜동》에 이어 판영화사와 서울필름이 두 번째로 공동제작했는데 최재성 (오혜성 역) 나한일 (최관 역) 권순철(최경도 역) 외의 배우들이 대부분 교체됐거나 새롭게 합류했으며 서울관객 4만에 그쳐 흥행 실패했는데 해당 영화(1편)에서 손병호 감독 역을 맡았던 안성기는 2편에서 오혜성(최재성 분)의 부상과 손병호 감독의 죽음으로 실의에 빠져 외인구단이 해체된 뒤 하국상(이환지 분)이 이적한 팀의 코치로 특별출연했고 2편의 시나리오가  원작에서는 이미 끝난 이야기를 새롭게 부활시키는  작업이었던 터라 진통이 많았다.

## 캐스팅
- 최재성 : 오혜성 (까치) 역
- 안성기 : 손병호 역
- 이보희 : 엄지 역
- 맹상훈 : 마동탁 역
- 이진영 : 백두산 역
- 권순철 : 최경도 역
- 권용운 : 하국상 역
- 조상구 : 조상구 역
- 나한일 : 최관 역
- 임도완 : 배도협 역
- 이은영 : 홍 기자 역
- 김선애 : 현지 역
- 김미경
- 이석구
- 이기영
- 박용팔
- 유명순
- 안연홍
- 정종훈
- 박암
- 신충식
- 박정자
- 하일성 (특별출연)

## 제작진
- 감독·제작: 이장호
- 원작: 이현세 (공포의 외인구단)
- 각본: 지상학
- 기획: 이명원, 이은수
- 촬영: 박승배
- 조명: 김강일
- 편집: 현동춘
- 음악: 정성조
- 미술: 김신희, 왕숙영
- 소품: 김호길
- 녹음: 김경일
- 효과: 양대호
- 조감독: 박광수, 오병철
- 스틸: 윤진호
- 현상: 세방현상소
- 스크립터: 신영희
- 제작진행: 유혁주
- 촬영팀: 조동관, 김현수, 우승룡
- 특수촬영: 윤종두, 유재형
- 조명팀: 박현원, 김일준, 이제후
- 작사: 이현세, 허율, 김일구, 신철, 김일태
- 노래: 김도향, 윤시내, 정수라

## 사운드 트랙
Side A
| #  | 제목                      | 작사   | 작곡   | 아티스트 | 재생 시간 |
| -- | ------------------------- | ------ | ------ | -------- | --------- |
| 1. | 〈난 너에게〉             | 허율   | 정성조 | 정수라   | 3:52      |
| 2. | 〈외인구단 (Main Title)〉 | 허율   | 정성조 | 김도향   | 3:12      |
| 3. | 〈창문〉                  | 김일태 | 정성조 | 정수라   | 4:13      |
| 4. | 〈고독한 강자〉           | 허율   | 정성조 | 김도향   | 2:17      |
| 5. | 〈사랑의 테마 (경음악)〉  |        | 정성조 |          | 2:57      |
| 6. | 〈산마을〉                | 하중희 | 이수인 | 전영록   | 1:55      |

Side B
| #  | 제목                          | 작사   | 작곡   | 아티스트 | 재생 시간 |
| -- | ----------------------------- | ------ | ------ | -------- | --------- |
| 1. | 〈불꽃이 되어 (훈련)〉        | 허율   | 정성조 | 김도향   | 3:25      |
| 2. | 〈꿈으로 가는 소리〉          | 이현세 | 정성조 | 윤시내   | 3:27      |
| 3. | 〈사랑의 테마〉               | 신철   | 정성조 | 윤시내   | 2:58      |
| 4. | 〈영원한 사랑〉               | 허율   | 정성조 | 윤시내   | 2:41      |
| 5. | 〈친구여 (출전)〉             | 허율   | 정성조 | 김도향   | 2:57      |
| 6. | 〈꿈으로 가는 소리 (경음악)〉 |        | 정성조 |          | 3:26      |